# Choricotyle oregonensis
Choricotyle oregonensis är en plattmaskart. Choricotyle oregonensis ingår i släktet Choricotyle och familjen Diclidophoridae. Inga underarter finns listade i Catalogue of Life.